# Scurtești, Buzău
Scurtești (în trecut, și Pârjolul) este un sat în comuna Vadu Pașii din județul Buzău, Muntenia, România. Se află pe malul stâng al râului Buzău, la confluența cu Câlnăul, imediat la nord de orașul Buzău.
Satul datează dinainte de Războiul Ruso-Turc din anii 1806–1812. În timpul acestei conflagrații, satul a fost ars de armatele aflate în conflict, și a fost reconstruit după război; din cauza acestui eveniment, satul a căpătat și denumirea de Pârjolul. A fost multă vreme reședința comunei, care i-a și purtat numele. A pierdut acest statut în 1968, când reședința s-a mutat la Vadu Pașii și comuna și-a luat și ea acest nume.

## Personalități
- Giulio Tincu (1923-1978) - scenograf de film